# Нижний Яр
Нижний Яр — село в Далматовском районе Курганской области. Административный центр Нижнеярского сельсовета.

## Географическое положение
Нижний Яр находится у берегов реки Исети, ниже Далматова по течению. В 3 километрах к северо-западу от села проходит железнодорожная ветка Екатеринбург — Курган. На ней расположен остановочный пункт Теченка Южно-Уральской железной дороги. Чуть дальше железной дороги параллельно проходит автодорога Р354 Екатеринбург — Курган. От неё к посёлку ведёт подъездная дорога.

## История
До 1917 года входило в состав Далматовской волости Шадринского уезда Пермской губернии. По данным на 1926 год состояло из 530 хозяйств. В административном отношении являлось центром Нижнеярского сельсовета Далматовского района Шадринского округа Уральской области. 

## Население
| 1989 | 2002 | 2010 |
| ---- | ---- | ---- |
| 435  | ↘361 | ↘205 |

По данным переписи 1926 года, в селе проживало 2489 человек (1139 мужчин и 1350 женщин), все русские.